# Петрашевський Микола Семенович
Микола Семенович Петрашевський (рос. Николай Семёнович Петрашевский; нар. 4 лютого 1931, Москва, СРСР) — радянський футболіст та тренер, виступав на позиції півзахисника та нападника, майстер спорту.

## Життєпис
У 1952 році виступав за «Червоне Знамя» з Орєхова-Зуєва, звідки в 1953 році перейшов до дніпропетровського «Металурга», а в 1954 — до ЦБЧА), відроджений після розформування в 1952 році. За ЦБЧА в сезоні 1954 року провів єдиний свій матч у вищій лізі, вийшов на заміну Ємишеву в київському матчі з місцевим «Динамо» (0:1). З 1960 по 1965 рік виступав за калінінську «Волгу», в нападі, а згодом у півзахисті. З «Волгою в сезоні 1963 виграв чемпіонат РРФСР, за що отримав звання майстра спорту. У 1969 був тренером «Волги», а з 1970 по 1974 рік — начальник команди.

## Досягнення

### Командні
«Волга» (Калінін)
- Чемпіонат РРФСР
  -  Чемпіон (1): 1963